# Aoulouz
Aoulouz (arabiska: أولوز) är en stad i Marocko. Den ligger i provinsen Taroudannt och regionen Souss-Massa, 400 km söder om huvudstaden Rabat. Antalet invånare var 17 409 vid folkräkningen 2014.